# Antiga església de Sant Martí de Joval
L'església vella de Sant Martí de Joval és una església romànica del municipi de Clariana de Cardener, a la comarca del Solsonès. És un monument protegit i inventariat dins el Patrimoni Arquitectònic Català

## Situació
Es troba al sector nord del terme municipal, a llevant del nucli de Sant Just i Joval, damunt un turó encastellat a l'extrem sud del serrat del Moro, entre les aigües de l'embassament de Sant Ponç i la rasa Perpètua. Queda per damunt, al nord, de la nova església de Sant Martí de Joval. Un espès bosc de pins amaga les restes de l'església que no s'albiren fins que s'hi arriba.
S'hi va per una carretera asfaltada (camí ral de Solsona) que surt del punt quilomètric 77,5 de la C-55 (de Manresa a Solsona), a l'indret del Pi de Sant Just 41° 58′ 58″ N, 1° 33′ 13″ E / 41.982821°N,1.553721°E (senyalitzat). Als 1,2 km. 41° 59′ 20″ N, 1° 33′ 48″ E / 41.988924°N,1.563451°E, es pren el desviament a la dreta a "Vilafranca de Joval". Als 1,9 km. 41° 59′ 21″ N, 1° 34′ 16″ E / 41.989226°N,1.571244°E es deixa a la dreta el camí a "Hermenter de Joval". Als 2,6 km. 41° 59′ 13″ N, 1° 34′ 46″ E / 41.986857°N,1.579392°E es deixa a l'esquerra el camí a la "Torre de Cardener" i, seguint sempre la carretera asfaltada, s'arriba als 3,7 km a un petit eixamplament on es pot aparcar. Per l'esquerra se segueix un fressat corriol que puja a les restes de l'església. La nova església de Sant Martí es troba 200 metres més endavant i, poc més enllà, la masia de Vilafranca de Joval.

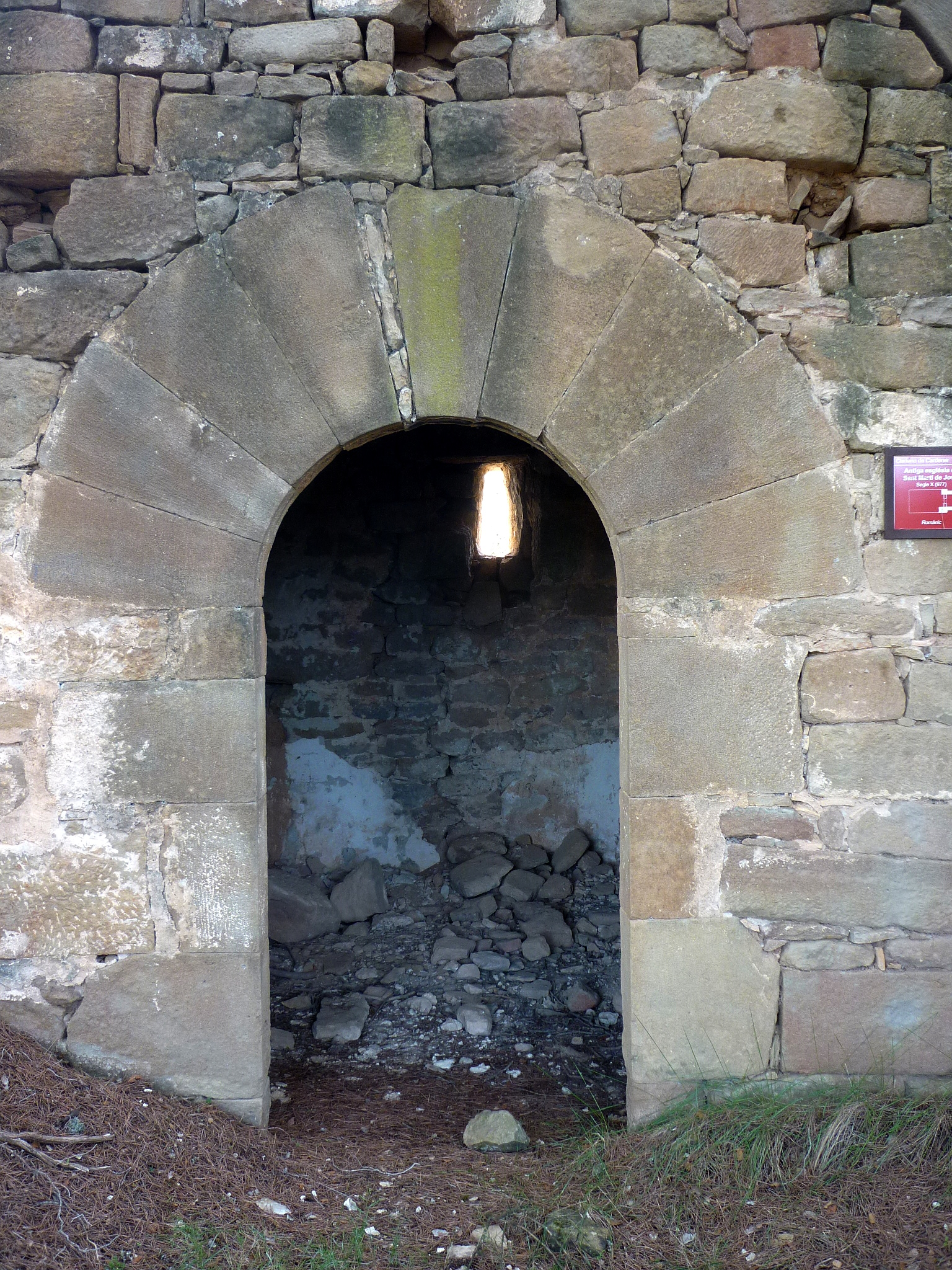
Detall del portal

## Descripció
Antiga església d'una nau de la qual només en resta l'absis. La coberta de la part conservada és a dos vessants i la planta és lleugerament trapezoïdal. Hi ha dues obertures d'una sola esqueixada. L'absis és tancat per un mur i una porta d'arc de mig punt adovellada, a l'indret on hi havia l'arc triomfal. De la resta de l'edifici només queden uns petits rastres.

## Notícies històriques
Aquesta església era situada dins l'antic terme del castell de Joval. El terme de Joval s'esmenta en un document de l'any 977, però no es menciona cap església. A finals del segle x, o principis del XI, aquesta església es menciona com a depenent de l'església de Solsona però la separació amb aquesta es produí aviat perquè l'any 1071 Arnau Mir de Tost, al seu testament, reconeix que tenia la parròquia de Joval. Les funcions parroquials les ha mantingut fins a l'actualitat però en un edifici més nou.